# Spartina maritima
Spartina maritima, és una espècie de planta gramínea halòfita nativa de les costes de l'oest i sud d'Europa i oest d'Àfrica incloent les costes del Mediterrani.

## Descripció
Planta perenne herbàcia amb rizoma de 20 a 70 cm d'alt. Les fulles es tornen brunes a la tardor i hivern. El fruit és una cariòpside, comprimida, glabra.
No es reprodueix per llavors i només ho fa vegetativament per fragmentació dels rizomes.

## Hàbitat
En sòl llimós molt humit i de salinitat alta que es cobreixen amb la marea alta.

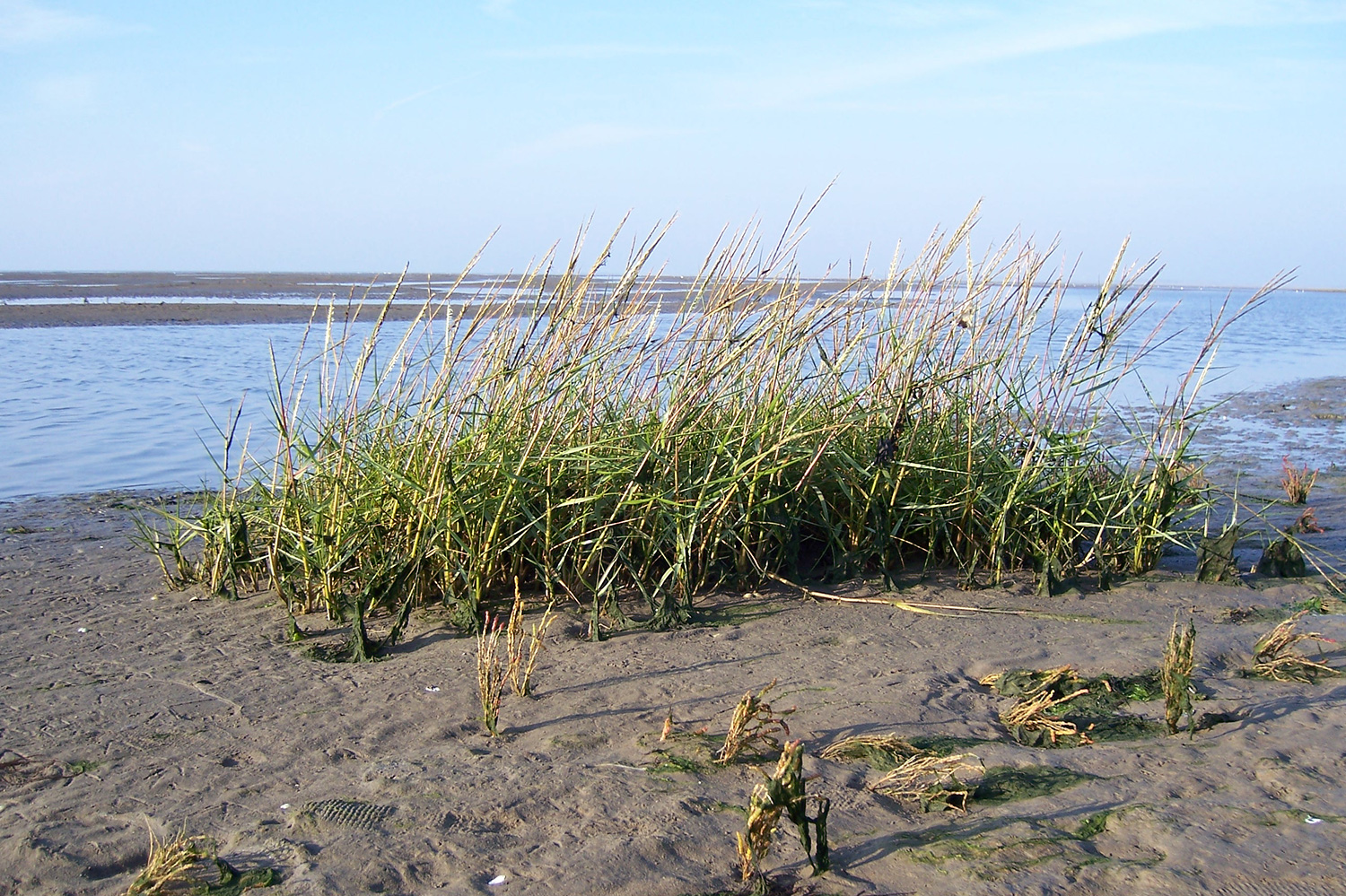
Spartina anglica a Spiekeroog, illes Frísies.

### Hibridació i deteriorament
Està emparentada amb l'espècie americana Spartina alterniflora i s'hi hibridà a Anglaterra cap a 1870 donant l'híbrid Spartina × townsendii i després la nova espècie poliploide Spartina anglica, molt més vigorosa que es va estendre molt fins a ser una mala herba.

## Sinònims
- Trachynotia stricta (Aiton) DC. in Lam. & DC. [1805]
- Spartina stricta var. triplex Gray [1821]
- Spartina stricta (Aiton) Roth [1800]
- Spartina maritima subsp. stricta (Aiton) St.-Yves [1932]
- Paspalum strictum (Aiton) Brot. [1816]
- Dactylis stricta Aiton [1789]
- Dactylis cynosuroides Loefl. [1758]
- Cynodon pungens Raspail [1825]
- Spartina pungens (Rich.) P.Beauv. [1812]
- Limnetis pungens Rich. in Pers. [1805]
- Dactylis maritima Curtis[1]